# آنیتا کر
آنیتا کر (انگلیسی: Anita Kerr; ۱۳ اکتبر ۱۹۲۷ – ۱۰ اکتبر ۲۰۲۲) خواننده-ترانه‌پرداز، آهنگساز و تهیه‌کننده موسیقی اهل ایالات متحده آمریکا بود.